# Villarluengo
Villarluengo község Spanyolországban, Teruel tartományban. Villarluengo Aliaga, Ejulve, Castellote, Bordón, Olocau del Rey, Tronchón, Cantavieja, Cañada de Benatanduz és Pitarque községekkel határos. Lakosainak száma 163 fő (2024).

## Népesség
A település népessége az utóbbi években az alábbiak szerint változott:
| Lakosok száma | 200  | 212  | 204  | 191  | 200  | 194  | 169  | 170  | 174  | 163  |
|               | 2001 | 2004 | 2007 | 2009 | 2012 | 2014 | 2017 | 2019 | 2022 | 2024 |